# (1053) Vigdis
(1053) Vigdis est un astéroïde de la ceinture principale découvert le 16 novembre 1925 par l'astronome allemand Max Wolf à l'Observatoire du Königstuhl près de Heidelberg. Sa désignation temporaire était 1925 WA. Son appellation provient d'un prénom féminin scandinave.